# Montigny-le-Franc
Montigny-le-Franc je francouzská obec v departementu Aisne v regionu Hauts-de-France. V roce 2013 zde žilo 152 obyvatel.

## Poloha
Sousední obce jsou: Agnicourt-et-Séchelles, Clermont-les-Fermes, Ébouleau, Chaourse, Saint-Pierremont a Tavaux-et-Pontséricourt.

## Vývoj počtu obyvatel
Počet obyvatel